# 上山田郵便局
上山田郵便局（かみやまだゆうびんきょく）は福岡県嘉麻市にある郵便局。民営化前の分類では集配普通郵便局であった。

## 概要
住所：〒821-8799 福岡県嘉麻市上山田1494-3
民営化直前の集配業務再編において、多くの集配普通郵便局は統括センターとなったが、当局は配達センターとされたため、民営化後も郵便事業株式会社の支店は併設されず、集配センターが併設された。

## 沿革
- 1902年（明治35年）
  - 2月1日 - 下山田（しもやまだ）郵便受取所として開設[1]。
  - 11月16日 - 熊田（くまだ）郵便受取所に改称。
- 1905年（明治38年）4月1日 - 熊田郵便局（三等）となる。
- 1911年（明治44年）12月1日 - 上山田郵便局に改称。
- 1949年（昭和24年）3月1日 - 特定郵便局から普通郵便局に局種別改定[2]。
- 1954年（昭和29年）3月 - 局舎新築落成。
- 1956年（昭和31年）10月11日 - 電話通話および和文電報受付事務の取扱を開始[3]。
- 2000年（平成12年）8月14日 - 外国通貨の両替および旅行小切手の売買に関する業務取扱を開始。
- 2007年（平成19年）10月1日 - 民営化に伴い、併設された郵便事業飯塚支店上山田集配センターに一部業務を移管。
- 2012年（平成24年）10月1日 - 日本郵便株式会社発足に伴い、郵便事業飯塚支店上山田集配センターを上山田郵便局に統合。
- 2019年（平成31年）2月18日 - 嘉穂郵便局から集配業務を移管。

## 取扱内容
- 郵便、印紙、ゆうパック、内容証明
- 貯金、為替、振替、振込、国債、投資信託
- 生命保険、バイク自賠責保険、自動車保険
- ゆうちょ銀行ATM
- 嘉麻市内の一部地域の集配業務

## 周辺
- 嘉麻市役所 山田庁舎
- 嘉麻市山田生涯学習館
- サルビアパーク
- 嘉麻市立上山田小学校

## アクセス
- 西鉄バス 山田本町通り停留所、嘉麻市バス 住民ホール停留所下車
- 駐車場あり：7台